# Dadí
Ignez Apparecida de Castro, mais conhecida pelo pseudônimo Dadí, é uma ilustradora e quadrinista brasileira.

## Biografia
Dadí formou-se em Educação Artística pela Universidade Estadual de Campinas em 1987. Começou a trabalhar em 1990 no Estúdio de Animação Cigarra Inquietante, onde, entre outras atividades, foi intervaladora e finalizadora de traços em cenas da animação Fievel Vai Para o Oeste (continuação de Fievel, um Conto Americano).
Em 1992, publicou sua primeira coleção de livros ilustrados, Fauna das Cidades, pela editora FTD. A partir de 1994, começou a publicar histórias em quadrinhos autorais na editora Escala, como Gatas e Nuvens, O Grande Desaponte, Memocigus, Brigite, a Mulher-Dragão, Bichos do Mato e Os Pleistocênicos (este último, Entre 2000 e 2007, se tornou uma tira cômica publicada no jornal Correio Popular, de Campinas efoi publicada em uma edição da revista Graphic Talents da editora Escala).
O romance gráfico Bichos do Mato, de 1997, foi seu trabalho de maior destaque. A história, publicada em dois volumes, apresenta histórias em que ocorre o encontro de diferentes sociedades de animais, cada uma com sua própria cultura, crenças e objetivos, interferindo diretamente na vida umas das outras.
Por volta do início dos anos 2010, Dadí mudou-se para Jundiaí, onde começou a trabalhar como professora de arte e bibliotecária na Escola Estadual Siqueira de Moraes, além de dar aulas de desenho e trabalhar como ilustradora independente.
Em 2017, Dadí voltou a lançar uma nova HQ com "A Memória da Terra", publicada na revista Japy do coletivo Jundcomics, que trouxe uma coletânea de várias histórias curtas por diversos artistas. Em 2020, foi a vez de lançar o romance gráfico Coração de Pombo, no qual ficou responsável pelo roteiro e contou com desenhos de Debbie Garcia.

## Prêmios
Em 1994, Dadí conquistou o 3º lugar no 1º Salão SENAC de Quadrinhos com a HQ Gatas e Nuvens. Em 2003, Dadí ganhou o Prêmio DB Artes de melhor desenhista independente por Pleistocênicos.